# Orthotrichia fontinalis
Orthotrichia fontinalis är en nattsländeart som beskrevs av Wells 1990. Orthotrichia fontinalis ingår i släktet Orthotrichia och familjen smånattsländor. Inga underarter finns listade i Catalogue of Life.